# Fabio Carta
Fabio Carta (Torino, 6 ottobre 1977) è un ex pattinatore di short track italiano.
Nel suo palmarès vanta la medaglia d'argento nella staffetta 5000 m a Salt Lake City 2002, una medaglia d'oro individuale ai Campionati mondiali di short track 1999, 2 medaglie d'oro individuali e una in staffetta nella Coppa del mondo e 33 titoli europei (di cui 9 con la staffetta).

## Biografia
Nel 2002 ha rappresentato l'Italia ai Giochi olimpici di Salt Lake City.
Ha gareggiato nella staffetta 5000 metri, con i compagni di nazionale Maurizio Carnino, Nicola Franceschina e Nicola Rodigari ha vinto la medaglia d'argento olimpica.
Nel 2004, in squadra con Nicola Rodigari, Nicola Franceschina e Roberto Serra ha vinto la medaglia di bronzo nella staffetta 5000 metri ai campionati mondiali di Göteborg, in Svezia. Nella stessa competizione ha vinto il bronzo anche nei 1000 metri individuali.

## Palmarès

### Giochi olimpici invernali
- 1 medaglia:
  - 1 argento (5000 m staffetta a Salt Lake City 2002)

### Campionati mondiali di short track
- 13 medaglie:
  - 1 oro (1500 m a Sofia 1999)
  - 2 argenti (1500 m a Vienna 1998; 500 m a Montréal 2002)
  - 10 bronzi (5000 m staffetta a Nagano 1997; 1000 m e 3000 m a Vienna 1998; 500 m e 3000 m a Sofia 1999; 5000 m staffetta a Sheffield 2000; generale e 3000 m a Montréal 2002; 1000 m e 5000 m staffetta a Göteborg 2004)

### Campionati mondiali di short track a squadre
- 4 medaglie:
  - 4 bronzi (Lake Placid 1996, Bormio 1998, L'Aia 2000, Budapest 2007)

### Coppa del mondo di short track
- 3 medaglie
  - 3 ori (500 m nell'edizione del 1998-99, 1500 m nell'edizione del 2002-03, 5000 m staffetta nell'edizione del 2006-07)

### Campionati europei di short track

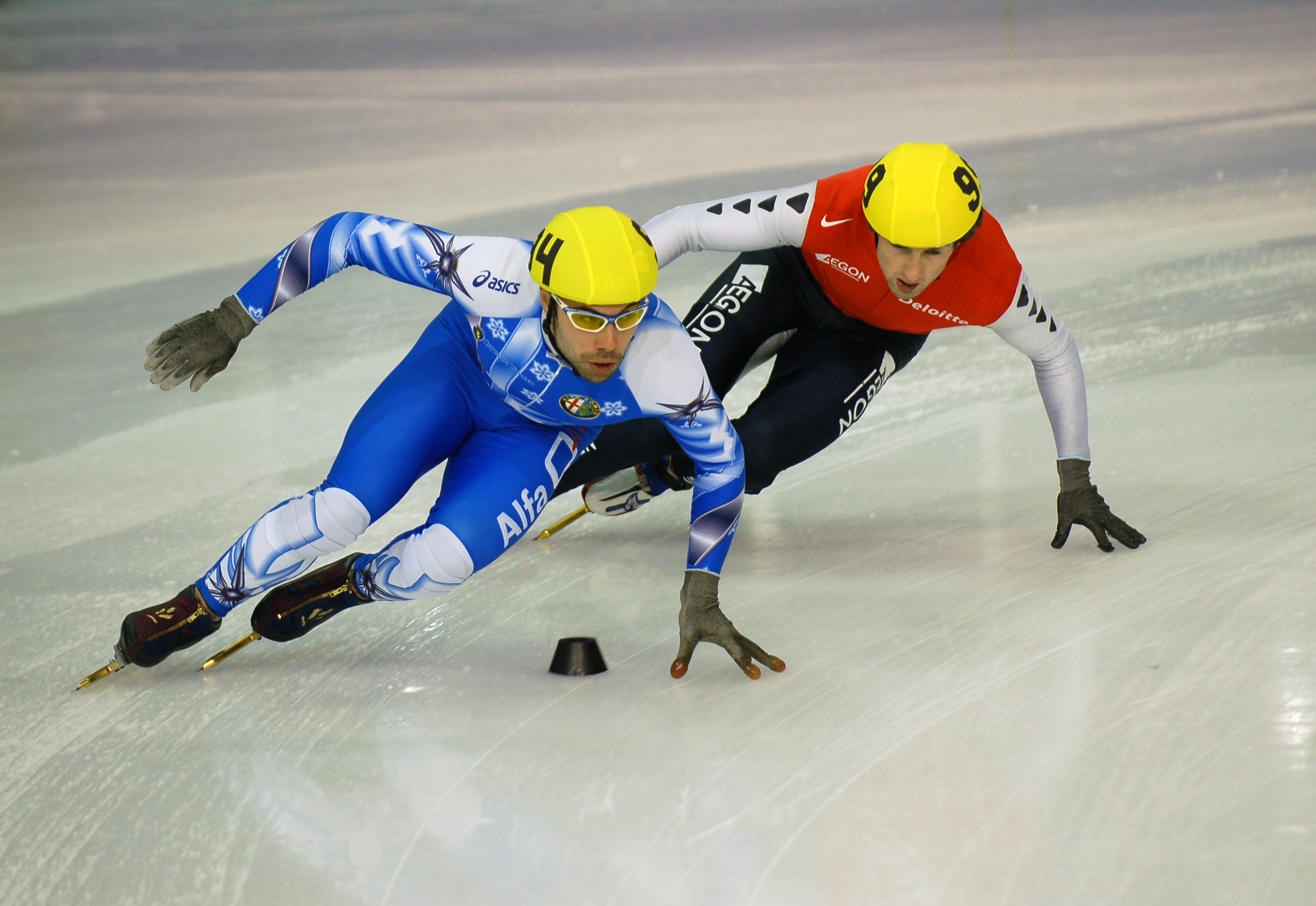
Fabio Carta (in tuta azzurra) durante una gara a Sheffield, 19 gennaio 2007

- 46 medaglie:
  - 33 ori (generale, 1000 m, 3000 m a Malmö 1997; generale, 1500 m a Budapest 1998; generale, staffetta, 1000 m, 1500 m, 3000 m a Oberstdorf 1999; generale, staffetta, 500 m, 3000 m a Bormio 2000; generale, 1000 m, 1500 m, 3000 m a Grenoble 2002; generale, staffetta, 500 m, 1500 m, 3000 m a San Pietroburgo 2003; 1000 m a Zoetermeer 2004; generale, 500 m a Torino 2005; staffetta, 1000 m, 3000 m a Krynica Zdrój 2006; staffetta, 1500 m, 3000 m a Ventspils 2008)
  - 9 argenti (500 m a Malmö 1997; staffetta, 500 m, 1000 m, 3000 m a Budapest 1998; generale, 1500 m a Zoetermeer 2004; 1500 m a Torino 2005; generale a Krynica Zdrój 2006)
  - 4 bronzi (staffetta a Malmö 1997; 500 m a Grenoble 2002; 1000 m a San Pietroburgo 2003; 3000 m a Torino 2005)